# Fleischware
Als Fleischware bezeichnet man Fleischerzeugnisse, die durch Pökeln und/oder Räuchern bzw. Garen in einen anderen Zustand als das Ausgangserzeugnis Fleisch von Tieren versetzt wurde.
Dazu zählen die Warengruppen:
- Pökelfleischerzeugnis, roh und gegart
- Erzeugnisse aus gewolftem oder ähnlich zerkleinertem Fleisch
- Erzeugnisse aus gestückeltem Fleisch